# Hymenoxys grandiflora
Hymenoxys grandiflora là một loài thực vật có hoa trong họ Cúc. Loài này được (Torr. & A.Gray ex Torr. & A.Gray) K.F.Parker mô tả khoa học đầu tiên năm 1950.